# Stigmaphyllon strigosum
Stigmaphyllon strigosum là một loài thực vật có hoa trong họ Malpighiaceae. Loài này được Poepp. ex A. Juss. miêu tả khoa học đầu tiên năm 1840.